# サンデーVSマガジン カードゲームラジオ
サンデーVSマガジン カードゲームラジオ（サンデーバーサスマガジン カードゲームラジオ）は、HiBiKi Radio Stationと音泉で配信された、サンデーVSマガジンTCGに関連したインターネットラジオ番組。パーソナリティは お笑いタレントの前田登・声優の橘田いずみ・株式会社ブシロード社長の木谷高明がパーソナリティを務める。

## パーソナリティ
- 前田登 （はりけ〜んず）
- 橘田いずみ （声優）
- 木谷高明 （ブシロード社長）

### 配信日など
- HiBiKi Radio Station
  - 配信日：毎週水曜日
  - 配信期間：2009年4月 - 2009年9月16日
- 音泉
  - 配信日：毎週木曜日
  - 配信期間：2008年7月 - 2009年9月17日

## 番組コーナー
- ふつうのお便りフェイズ
- 木谷高明の最強人生相談
- 萌田モエル（前田登）のモエカウンセリング
- 今週のギョーザ